# Campeonato Sul-Americano de Marcha Atlética de 2012
O 19º Campeonato Sul-Americano de Marcha Atlética de 2012 foi realizado na cidade de Salinas, no Equador, entre 17 e 18 de março de 2012. Participaram do evento 87 atletas de oito nacionalidades membros da CONSUDATLE. 

## Medalhistas
Ao todo foram disputadas sete categorias. 
| Evento                 | Ouro                   | Ouro    | Prata                  | Prata   | Bronze                  | Bronze  |
| ---------------------- | ---------------------- | ------- | ---------------------- | ------- | ----------------------- | ------- |
| Maculino               |                        |         |                        |         |                         |         |
| 20 km sênior           | Caio Bonfim (BRA)      | 1:23:59 | James Rendón (COL)     | 1:24:05 | Moacir Zimmermann (BRA) | 1:24:34 |
| 50 km sênior           | Mário dos Santos (BRA) | 4:12:52 | Jonathan Cáceres (ECU) | 4:14:44 | Edgar Cudco (ECU)       | 4:22:44 |
| 10 km júnior (Sub-20)  | Eider Arévalo (COL)    | 43:24   | Kenny Pérez (COL)      | 43:38   | Manuel Soto (COL)       | 43:43   |
| 10 km juvenil (Sub-18) | Paolo Yurivilca (PER)  | 44:60   | Brian Pintado (ECU)    | 45:24   | Franco Chocho (ECU)     | 48:11   |
| Equipe masculino       |                        |         |                        |         |                         |         |
| 20 km sênior           | Brasil                 | 15 pts  | Equador                | 18 pts  |                         |         |
| 50 km sênior           | Equador                | 10 pts  |                        |         |                         |         |
| 10 km júnior (Sub-20)  | Colômbia               | 3 pts   | Brasil                 | 17 pts  | Equador                 | 17 pts  |
| 10 km juvenil (Sub-18) | Equador                | 5 pts   | Colômbia               | 11 pts  |                         |         |
| Feminino               |                        |         |                        |         |                         |         |
| 20 km sênior           | Arabelly Orjuela (COL) | 1:34:40 | Ingrid Hernández (COL) | 1:34:56 | Milangela Rosales (VEN) | 1:36:44 |
| 10 km júnior (Sub-20)  | Lorena Arenas (COL)    | 45:17   | Ángela Castro (BOL)    | 46:60   | Wendy Cornejo (BOL)     | 47:01   |
| 5 km juvenil (Sub-18)  | Karla Jaramillo (ECU)  | 24:49   | Lina Abril (COL)       | 24:57   | Wendy Díaz (COL)        | 26:18   |
| Feminino equipe        |                        |         |                        |         |                         |         |
| 20 km sênior           | Colômbia               | 9 pts   | Equador                | 20 pts  |                         |         |
| 10 km júnior (Sub-20)  | Bolívia                | 5 pts   | Colômbia               | 6 pts   | Brasil                  | 15 pts  |
| 5 km juvenil (Sub-18)  | Colômbia               | 5 pts   |                        |         |                         |         |

## Resultados
O resultado do campeonato é detalhado a seguir. 

### Masculino sênior 20 km
Individual
| Posição           | Atleta                     | Tempo     |
| ----------------- | -------------------------- | --------- |
| Medalha de ouro   | Caio Bonfim BRA            | 1:23:59.0 |
| Medalha de prata  | James Rendón COL           | 1:24:05.4 |
| Medalha de bronze | Moacir Zimmermann BRA      | 1:24:33.7 |
| 4                 | Rolando Saquipay ECU       | 1:25:56.2 |
| 5                 | José Montaña COL           | 1:27:45.6 |
| 6                 | Mauricio Arteaga ECU       | 1:28:27.6 |
| 7                 | Ronald Quispe BOL          | 1:29:16.0 |
| 8                 | Andrés Chocho ECU          | 1:30:24.4 |
| 9                 | José Bustamante VEN        | 1:30:34.5 |
| 10                | Edwin Ochoa ECU            | 1:32:24.8 |
| 11                | Daniel Alexandre Voigt BRA | 1:34:34.3 |
| 12                | José Rubio ECU             | 1:35:23.5 |
| 13                | Wilman Vera VEN            | 1:36:39.3 |
| —*                | Damian Campaña ECU         | 1:39:00.4 |
| 14                | Juan Carlos Noguera ARG    | 1:43:35.5 |

* Atleta extra (ilegível para resultados de equipe e individuais).
Equipe
| Posição          | Nacionalidade | Pontos |
| ---------------- | ------------- | ------ |
| Medalha de ouro  | Brasil        | 15 pts |
| Medalha de prata | Equador       | 18 pts |

### Masculino sênior 50 km
Individual
| Posição           | Atleta                            | Tempo   |
| ----------------- | --------------------------------- | ------- |
| Medalha de ouro   | Mário dos Santos BRA              | 4:12:52 |
| Medalha de prata  | Jonathan Cáceres ECU              | 4:14:44 |
| Medalha de bronze | Edgar Cudco ECU                   | 4:22:44 |
| 4                 | Cláudio Richardson dos Santos BRA | 4:24:23 |
| 5                 | Fausto Quinde ECU                 | 4:27:18 |
| 6                 | Edison Salazar ECU                | 4:44:28 |
| —                 | Luiz Felipe dos Santos BRA        | DQ      |
| —                 | David Guevara ECU                 | DSQ     |
| —                 | Fabio Benito González ARG         | DNF     |
| —                 | Yerenman Salazar VEN              | DNF     |

Equipe
| Posição         | Nacionalidade | Pontos |
| --------------- | ------------- | ------ |
| Medalha de ouro | Equador       | 10 pts |

### Masculino júnior (Sub-20) 10 km
Individual
| Posição           | Atleta                      | Tempo |
| ----------------- | --------------------------- | ----- |
| Medalha de ouro   | Eider Arévalo COL           | 43:24 |
| Medalha de prata  | Kenny Pérez COL             | 43:38 |
| Medalha de bronze | Manuel Soto COL             | 43:43 |
| —*                | Óscar Villavicencio ECU     | 43:59 |
| 4                 | Richard Vargas VEN          | 44:07 |
| 5                 | Marco Antonio Rodríguez BOL | 44:32 |
| 6                 | Bruno Fidelis BRA           | 44:37 |
| 7                 | Jean Valenzuela CHI         | 45:20 |
| 8                 | Cristian Andrade ECU        | 46:27 |
| 9                 | José Sánchez ECU            | 46:27 |
| 10                | Jorge Loya ECU              | 47:52 |
| 11                | Lucas Ferreira BRA          | 48:12 |
| 12                | Lucas Mazzo BRA             | 49:02 |
| —*                | Benjamín Mugmal ECU         | 49:10 |
| —*                | Darwin León ECU             | 49:35 |
| 13                | Michael Merino CHI          | 54:41 |

* Atleta extra (ilegível para resultados de equipe e individuais).
Equipe
| Posição           | Nacionalidade | Pontos |
| ----------------- | ------------- | ------ |
| Medalha de ouro   | Colômbia      | 3 pts  |
| Medalha de prata  | Brasil        | 17 pts |
| Medalha de bronze | Equador       | 17 pts |
| 4                 | Chile         | 20 pts |

### Masculino juvenil (Sub-18) 10 km
Individual
| Posição           | Atleta               | Tempo |
| ----------------- | -------------------- | ----- |
| Medalha de ouro   | Paolo Yurivilca PER  | 44:60 |
| Medalha de prata  | Brian Pintado ECU    | 45:24 |
| Medalha de bronze | Franco Chocho ECU    | 48:11 |
| 4                 | Hiago Garcia BRA     | 49:35 |
| 5                 | José David Ávila COL | 51:06 |
| —*                | Andrés Cedeño ECU    | 51:43 |
| 6                 | David Ríos COL       | 52:28 |
| 7                 | Pablo Rodríguez BOL  | 53:54 |
| —                 | Ditter King CHI      | DSQ   |
| —                 | Josué Moran ECU      | DSQ   |

* Atleta extra (ilegível para resultados de equipe e individuais).
Equipe
| Posição          | Nacionalidade | Pontos |
| ---------------- | ------------- | ------ |
| Medalha de ouro  | Equador       | 5 pts  |
| Medalha de prata | Colômbia      | 11 pts |

### Feminino sênior 20 km
Individual
| Posição           | Atleta                        | Tempo     |
| ----------------- | ----------------------------- | --------- |
| —*                | Erika Rocha de Sena BRA       | 1:33:24.0 |
| Medalha de ouro   | Arabelly Orjuela COL          | 1:34:40.2 |
| Medalha de prata  | Ingrid Hernández COL          | 1:34:55.5 |
| Medalha de bronze | Milangela Rosales VEN         | 1:36:44.1 |
| 4                 | Claudia Balderrama BOL        | 1:36:45.8 |
| 5                 | Yadira Guamán ECU             | 1:38:19.4 |
| 6                 | Sandra Galvis COL             | 1:39:10.9 |
| 7                 | Paola Pérez ECU               | 1:41:10.3 |
| 8                 | Janeth Guamán ECU             | 1:41:45.3 |
| 9                 | Nayibe Rosales VEN            | 1:42:55.0 |
| 10                | Gabriela Cornejo ECU          | 1:43:01.8 |
| 11                | Geovana Irusta BOL            | 1:43:57.6 |
| 12                | Magaly Bonilla ECU            | 1:45:21.9 |
| 13                | Tânia Spindler BRA            | 1:45:35.5 |
| 14                | Maritza Pacheco ECU           | 1:53:02.2 |
| 15                | Daiana Luján ARG              | 1:54:18.5 |
| 16                | Kerolayne Camila da Silva BRA | 1:59:24.4 |
| 17                | Florencia Thomas ARG          | 2:03:17.7 |
| —                 | Eliana Renata da Silva BRA    | DSQ       |

* Atleta extra (ilegível para resultados de equipe e individuais).
Equipe
| Posição          | Nacionalidade | Pontos |
| ---------------- | ------------- | ------ |
| Medalha de ouro  | Colômbia      | 9 pts  |
| Medalha de prata | Equador       | 20 pts |

### Feminino júnior (Sub-20) 10 km
Individual
| Posição           | Atleta                        | Tempo   |
| ----------------- | ----------------------------- | ------- |
| Medalha de ouro   | Sandra Arenas COL             | 45:17   |
| Medalha de prata  | Ángela Castro BOL             | 46:60   |
| Medalha de bronze | Wendy Cornejo BOL             | 47:01   |
| 4                 | Kimberly García PER           | 47:56   |
| 5                 | Yessenia Carrillo COL         | 48:18   |
| 6                 | Estefanía Valencia ECU        | 51:35   |
| 7                 | Larissa Aparecida Bueno BRA   | 51:39   |
| —*                | Karina Bustos ECU             | 52:59   |
| 8                 | Emily Pistor BRA              | 54:05   |
| 9                 | Gleidys Montes VEN            | 54:25   |
| 10                | Maricela Vega ECU             | 54:49   |
| 11                | Paula Raissa Paz da Silva BRA | 55:32   |
| —*                | Yajaira Pozo ECU              | 55:46   |
| 12                | Yenni Ortiz ARG               | 56:04   |
| 13                | Cristal Paillalef CHI         | 57:09   |
| 14                | Paola Ríos ECU                | 57:16   |
| 15                | Karen Estrella ARG            | 1:05:13 |
| 16                | Natalia Borghi ARG            | 1:06:36 |

* Atleta extra (ilegível para resultados de equipe e individuais).
Equipe
| Posição           | Nacionalidade | Pontos |
| ----------------- | ------------- | ------ |
| Medalha de ouro   | Bolívia       | 5 pts  |
| Medalha de prata  | Colômbia      | 6 pts  |
| Medalha de bronze | Brasil        | 15 pts |
| 4                 | Equador       | 16 pts |
| 5                 | Argentina     | 27 pts |

### Feminino juvenil (Sub-18) 5 km
Individual
| Posição           | Atleta                  | Tempo |
| ----------------- | ----------------------- | ----- |
| Medalha de ouro   | Karla Jaramillo ECU     | 24:49 |
| Medalha de prata  | Lina Abril COL          | 24:57 |
| —*                | Michelli Semblantes ECU | 25:02 |
| Medalha de bronze | Wendy Díaz COL          | 26:18 |
| 4                 | Cheskaya Rosales VEN    | 27:28 |
| 5                 | Rayane de Oliveira BRA  | 27:48 |
| 6                 | Ivania De La Vega CHI   | 29:15 |
| —                 | María Matailo ECU       | DSQ   |
| —                 | Delfa Pesánttez ECU     | DSQ   |
| —                 | Stefanía Coronado BOL   | DSQ   |

* Atleta extra (ilegível para resultados de equipe e individuais).
Equipe
| Posição         | Nacionalidade | Pontos |
| --------------- | ------------- | ------ |
| Medalha de ouro | Colômbia      | 5 pts  |
| —               | Equador       | DNF    |

## Participantes
A participação de 87 atletas de 8 países. 
| - Argentina (7) - Bolívia (8) - Brasil (16) | - Chile (5) - Colômbia (14) - Equador (27) | - Peru (2) - Venezuela (8) |